# Grb Brazila
Grb Brazila u sadašnjem obliku datira od postanka republikom, krajem 19. stoljeća.

## Opis
Grb se sastoji od središnjeg amblema okruženog strukama kave i duhana, glavnih poljoprivrednih brazilskih proizvoda. U bijelom krugu u sredini može se vidjeti zviježđe Južni križ. Prsten s 27 zvijezda predstavlja 26 saveznih država i 1 savezni distrikt. Na plavoj traci, u donjem dijelu grba, ispisan je puni naziv države: República Federativa do Brazil (Savezna Republika Brazil). Ispod toga nalazi se datum osnutka, 15. studenog 1889. godine.
- Brazilski grb
(po Ströhlu, 1899.)